# Le monde est un grand Chelm
Pour plus de détails, voir Fiche technique et Distribution.
Le monde est un grand Chelm (aussi titré Aaron et le livre des merveilles) est un long métrage d'animation franco-germano-israélo-hongrois d'Albert Hanan Kaminski sorti en 1995.

## Synopsis
Aaron, orphelin d’une dizaine d’année, accompagné de sa vieille chèvre, va vivre chez son oncle et sa tante au village de Chelm. Le film reprend les personnages de certains contes d'Isaac Bashevis Singer.

## Fiche technique
- Titre français : Le monde est un grand Chelm ou Aaron et le livre des merveilles
- Réalisation : Albert Hanan Kaminski
- Production : Les films de l’Arlequin. Dora Benousilio, Gilbert Hus, Peter Völke.
- Technique : dessins animés.
- Musique : Michel Legrand.
- Durée : 76 minutes
- Format : couleurs
- Dates de sortie : 1995